# José Maria Neves
José Maria Pereira Neves (Santa Catarina, 28 de marzo de 1960) es un político caboverdiano, actual presidente del país tras ganar las elecciones del 17 de octubre de 2021 por mayoría absoluta con el 51,5 % de los votos. Fue primer ministro del país de 2001 a 2016, tras ganar su partido, el Partido Africano de la Independencia de Cabo Verde (PAICV), las elecciones de enero de ese mismo año.

## Biografía
Nacido en la isla de Santiago, José Maria Neves se interesó en la política y el gobierno de Cabo Verde cuando era un adolescente. Fue el líder de una organización nacionalista de jóvenes durante la transición del país del portugués. Parte de su educación superior estaba en la Fundación Getúlio Vargas en Brasil, y la otra en la Escuela de Administración de Empresas de São Paulo.
Regresó a Cabo Verde en la década de 1980 y trabajó como empleado en diferentes instituciones estatales. De 1987 a 1989, fue coordinador del Proyecto Administrativo y Reforma y Modernización. De 1988 a 1988, fue director del Centro Nacional de Capacitación para las Administraciones Públicas. De 1989 a 1998, fue consultor en el campo de la Formación Nacional y el Desarrollo de la Gestión de Recursos Humanos.

## Carrera política
Fue diputado por la Asamblea Nacional desde 1996 a 2000, siempre por el PAICV. En ese momento su partido se encontraba en la oposición y como miembro de la Asamblea ocupó los cargos de segundo vicepresidente y directos de la Comisión Especial para la Administración Pública, Gobierno Local y Desarrollo Regional.
Fue elegido presidente de su partido en junio de 2000. El anterior líder, Pedro Pires, dejó el cargo para presentarse a las elecciones presidenciales de 2001, que finalmente ganaría. Como presidente de su partido lo condujo a ganar las legislativas, que le llevarían al puesto de primer ministro. En las siguientes elecciones su partido volvió a ser el más votado, obteniendo 41 diputados de un total de 72.

### Primer ministro
Durante su etapa como primer ministro, Cabo Verde estableció relaciones diplomáticas con la República Popular China y en 2002 solicitó un "tratado especial" con la Unión Europea. Desarrolló una extensa política exterior, con visitas de ministros de Portugal, Rusia y Alamara Nhassé, primer ministro de Guinea-Bissau. En este contexto se desarrolló una Feria Internacional, con la presencia de empresarios del país y de Brasil, Portugal y España. Además en noviembre de 2002 se realizó también un encuentro de la Comunidad de Países de la Lengua Portuguesa. Neves también realizó viajes al extranjero, concretamente una gira por Europa y por las capitales brasileñas. En 2008 presentó un Gobierno con mayoría de mujeres asumiendo ocho de los quince ministerios.

### Presidencia
El 17 de octubre de 2021, José María Neves ganó las elecciones presidenciales con el 51,5 % de los votos según resultados provisionales con el 97 % de los votos escrutados, logrando la mayoría absoluta necesaria para ser elegido en primera vuelta frente al 42,6 % de Carlos Veiga, su oponente quien reconoció su derrota y felicitó a su adversario. La abstención fue del 51,7 %. Concurrieron siete candidatos.

## Publicaciones
Es autor de seis libros y varios artículos. Los temas de sus trabajos son la administración pública, gerencia pública, ciencia política y políticas públicas. Además de su país, algunos de sus libros y artículos se han publicado en varios países europeos y africanos, así como en Brasil. 
- Ensayos sobre la Administrativa de la Ciencia Política
- La Teoría de la Administración Pública en Cabo Verde
- Princípios da Administração Pública para Cabo Verde no Século XXI
- O Estado e a Administração Pública em Cabo Verde
- Administração Pública no Concelho do Santa Catarina
- O Estado na Era da Modernização no Cabo Verde

## Distinciones
- Caballero de la Orden del León de Oro de la Casa de Nassau (Gran Ducado de Luxemburgo, 07/05/2023).